# Йоан Тасиас
Йоан (на гръцки: Ιωάννης, Йоанис) е гръцки духовник, лъгадински, литийски и рендински митрополит от 2010 до 2020 година.

## Биография
Роден е в 1958 година в Солун с фамилията Тасиас (Τασσιάς). Завършва Църковния педагогически институт през 1979 година и богословие в Солунския университет през 1982 година. Изкарва следдипломна квалификация и през 1982 година е ръкоположен за дякон в Солунската митрополия от митрополит Пантелеймон Солунски и работи в Службата за младежта. През 1983 година е ръкоположен за презвитер отново от митрополит Пантелеймон. След това става архимандрит и е ефимерий на църквата „Св. св. Кирил и Методий“ от 1983 до 1994 година. След това служи в „Свети Димитър“. От 1983 година е помощник игумен на манастира „Света Теодора“ в Солун, а от 1994 година е игумен до избирането му за митрополит в 2010 година. От 1994 година е протосингел на Солунската митрополия. Автор е на много богословски трудове.
На 10 май 2010 година е избран за лъгадински митрополит с 41 гласа от 76 гласували срещу архимандрит Георгий Хрисостому (21 гласа) и Герман Галанис (11 гласа, 2 празни и 1 невалиден глас). На 16 май 2010 година е ръкоположен за лъгадински митрополит в църквата „Свети Димитър“ в Солун. Ръкополагането е извършено от архиепископ Йероним Гръцки в съслужение с митрополитите Антим Солунски, Никодим Йерисовски, Игнатий Артенски, Николай Фтиотидски, Андрей Аркалохорски (Вселенска патриаршия), Теолог Серски, Доротей Сироски, Игнатий Лариски, Макарий Валовищки, Варнава Неаполски, Натанаил Неврокопски (Българска патриаршия), Кириак Назаретски (Йерусалимска патриаршия), Теоклит Врестенски, Христодул Авлонски, архиепископ Георгий Михаловски (Църква на Чехия и Словакия) и епископ Серафим Рендински.
Умира в Солун на 15 ноември 2020 година в резултат на усложнения след заразяване с коронавирус 2019.